# Mariette Mazarin
Mariette Mazarin (* 1874; † 1953) war eine belgische Opernsängerin (Sopran).
Mazarin studierte am Pariser Konservatorium und debütierte 1899 unter dem Namen Mme Charles Richard an der Grand Opéra Paris in der Titelpartie von Verdis Aida. 1901 sang sie die Titelpartie in Gustave Charpentiers Louise an der Opéra-Comique. 1905 trat sie am Opernhaus von Lyon in der Uraufführung von Fernand Le Bornes Oper Les Girondines auf. Von 1906 bis 1909 war sie am Théâtre de la Monnaie in Brüssel engagiert.
1909 holte sie Oscar Hammerstein an das Manhattan Opera House, wo sie 1910 großen Erfolg als Elektra in der amerikanischen Erstaufführung von Richard Strauss’ Oper hatte. Nach der Schließung des Manhattan Opera House kehrte sie nach Frankreich zurück und hatte 1911 an der Pariser Oper besonderen Erfolg als Elisabeth in Tannhäuser. Im gleichen Jahr sang sie in Nizza die Martha in der französischen Erstaufführung von Eugen d’Alberts Tiefland. Weitere Glanzrollen waren die Titelfigur in Alceste von Christoph Willibald Gluck, die Titelrolle in Georges Bizets Carmen, die Brünnhilde im Ring des Nibelungen, die Titelrollen in Giacomo Puccinis Tosca und Richard Strauss’ Salome, die Santuzza in Pietro Mascagnis Cavalleria rusticana und die Titelrolle in Jules Massenets Oper Thaïs. Mit einer Übertragung einer Aufführung der Carmen aus dem Manhattan Opera House 1910 war sie auch an der mutmaßlich ersten Rundfunkübertragung einer Opernaufführung beteiligt. Mazarin war mit dem französischen Bass Léon Rothier verheiratet.